# Пежо 601
Пежо 601 (фр. Peugeot 601) је аутомобил који се производио у Пежоу између 1934. и 1935. године. Производња је имала свој формални почетак 5. маја 1934. када је обележен повратак од стране произвођача на производњу мотора са шест цилиндара.

## Мотор
Аутомобил је био опремљен 6-цилиндричним мотором, запремине 2148 cm³ и снаге 60 КС при 3500 рпм. Са ограниченим снагом и релативно високом тежином ауто је имао максималну брзину од само 105 km на сат или 110 km на сат. Стварна максимална брзина се мењала у складу са тежином надграђене каросерије, која се кретала између 1.180 kg и 1.250 kg (или 1.400 kg за моделе са већим међуосовинским растојањем).
Једна од одлика мотора која је привукла пажњу је термостатски контролисан регулатор температуре за моторно уље, које је уз помоћ пумпе за уље кружило преко измењивача топлоте са водом и хладило се.
Као и остали Пежоови модели у то време, и 601 је опремљен са независним предњим вешањем.

## Каросерија
601 је заснована на недавно редизајнираним моделима Пежо 201 и Пежо 301, али дужи са мотором од шест цилиндара и са дужим међуосовинским размаком. Пежо 601 се производио са две различита међуосовинска растојања 2.980 мм као "нормал" и 3.200 мм као "дуг".
Постојала су три стандардне каросерије на "нормал" шасији, лимузина са четворо врата по цени у пролеће 1934. на 28.500 франака, коуч са двоја врата, четири седишта и кабриолет кровом, по цени 34.000 франака од којих је само неколко продатих и двосед роудстер који је био чест добитник награда за елеганцију.
Четири стандардне каросерије су изведене на шасији са "дугим" међуосовинским растојањем. Најјефтинија, од 31.000 франака, била је лимузина са четворо врата и великим седиштима у комбинацији са огромним простором за ноге позади. Ту је "Berline aėrodynamique" са четворо врата и стрмо спуштеним репом репа, укупне дужине преко 5.000 мм, као и "Coach Sport" са двоја врата и четири седишта који користи дужину као подршку ниски аеродинамичан изглед. Од лета 1934. године производио се још један елегантан модел са двоја врата и четири седишта под називом "Coach Profilė".
Производио се посебан модел еклипсе са електричним преклопним металним кровом. Њега су направили дизајнери Георг Паулин, Емил Дарл'мат и произвођач коуч каросерија Pourtout Овај аутомобил је на себе поново скренуо пажњу 1996. када је Мерцедес приказао свој модел СЛК са сличним кровом, при чему је Пежо истакао да је 601 ецлипсе користио исти распоред (мада са кабастијим механичким компонентама), шездесет година раније.
601 прошао је мали редизајн 1935. годиине, најављен током лета 1934. године, само неколико месеци касније када је био приказан купцима, највидљивија промена је само смањење фарова.

## Продаја
Број продатих 601-ца био је задовољавајучи у односу на мотор и конкуренцију на тржишту великих аутомобила. У осамнаест месеци је произведено 3.999 аутомобила што је била разумна производња за аутомобил са шестоцилиндричним мотором.

## Крај
Након осамнаест месеци производње Пежо 601 је скинут са производне траке 1935. године, остављајући празнину у понуди Пежових модела високе класе. Та празнина биће попуњена тек 40 година касније са доласком Пежоа 604. Пежо 604 је такође први следећи Пежоов аутомобил са мотором који има више од четири цилиндра, док је Пежо 601 био последњи модел са хоризонталним шестоцилиндричним мотором, јер је код модела 604 био уграђен В6 мотор.

## Галерија
- Пежо 601
- Пежо 601 командна табла
- Пежо 601
- Пежо 601 кабриолет
- Пежо 601 еклипсе